# Fred Durst
William Frederick (Fred) Durst (Gastonia, 20 augustus 1970) is een Amerikaans muzikant en filmregisseur. Hij is vooral bekend als frontman van de Amerikaanse rockband Limp Bizkit, die hij oprichtte in 1994 en waarmee hij zes studioalbums uitbracht.
Sinds 2006 houdt Durst zich bezig met het maken van indie-films. Hij regisseerde The Education of Charlie Banks (2007) en The Longshots (2008).

## Beginjaren
Durst werd geboren in Gastonia in North Carolina. Zijn biologische vader verliet het gezin toen Durst nog maar een paar weken oud was, dus werd hij alleen door zijn moeder Anita opgevoed. Ze leefden in armoedige omstandigheden; zijn moeder had geen huis, baan of geld. Ze leefden boven in een kerk en waren afhankelijk van mensen die hen babyvoeding verstrekten, waar ze beiden van leefden. Toen Durst twee jaar oud was, trouwde zijn moeder met Bill, een politieman.
Durst hield in zijn jeugd van dezelfde muziek als zijn ouders en had veel plezier in dansen. Samen met zijn jongere halfbroertje Cory (zoon van Bill en Anita) was hij liefhebber van Kiss. Na verloop van tijd verhuisde de familie van Gastonia naar Jacksonville (Florida), waar hij de Terry Parker High School bezocht en geïnteresseerd raakte in hiphop. Hij formeerde de breakdancegroep Reckless Crew. Ook kreeg hij belangstelling voor de lokale muziekcultuur, en toen zijn moeder zijn eerste mengpaneel voor hem kocht, begon hij met rappen. Ook leerde hij zichzelf het mixen van muziek, scratchen en het schrijven van teksten voor rapnummers.
Niet lang daarna begon hij deel te nemen aan rapcompetities. Later, toen het breakdancen minder populair werd, wekte het skateboarden zijn interesse. Durst begon te luisteren naar hardere muziekstijlen met groepen als Suicidal Tendencies en Black Flag. Hij begon meer liedteksten te schrijven.
Durst verliet in 1988 de Hunter Huss High School na het behalen van zijn diploma. Daarna deed hij verschillende deeltijdbaantjes in fastfoodrestaurants, skateparken en als dj. Omdat hij het lastig vond een baan te behouden, besloot hij zich aan te melden bij de marine. Eenmaal bij de marine trouwde hij op twintigjarige leeftijd met zijn eerste vrouw. Het paar verhuisde naar Californië, waar ze een dochter, Adriana, kregen. Uiteindelijk scheidden ze.
Durst besloot terug te keren naar Jacksonville en de hiphopscene om daar een rapduo te vormen met een vriend. Zijn vriend was de dj en Durst rapte. Hij vergaarde zodoende contacten in de muziekindustrie en het duo probeerde met een promotievideo tevergeefs een platencontract binnen te slepen.
Daarna werkte Durst enige tijd als tatoeëerder. Hij bracht onder andere het KoЯn-logo op de rug van gitarist Brian Welch aan.
In juli 2009 trouwde Durst met Esther Nazorov.

## Limp Bizkit
Durst vormde Limp Bizkit in 1994 samen met Sam Rivers en John Otto. Kort daarna voegde Wes Borland zich bij de band en pas later, in 1996, kwam DJ Lethal, bekend van House Of Pain, de band versterken.

## Filmcarrière
Durst houdt zich sinds 2006 bezig met het maken van indie-films. Als acteur was hij onder meer te zien in Sorry, Haters (2005), Population 436 (2006) en Play Dead (2009).
Zijn eerste ervaringen als regisseur deed Durst op met het maken van videoclips; voor zijn eigen band Limp Bizkit, maar ook voor onder meer KoЯn. De films die hij tot nog toe regisseerde zijn het coming-of-age-drama The Education of Charlie Banks (2007) en de komedie The Longshots (2008).
- Biblioteca Nacional de España: XX1615476
- Gemeinsame Normdatei: 135419980
- International Standard Name Identifier: 0000 0000 0277 7340
- Library of Congress Control Number: no00041523
- MusicBrainz: 39c346d7-c098-4b04-ab74-62d59fe4070b
- Nationale Bibliotheek van Tsjechië: xx0105338
- Virtual International Authority File: 7597819
- WorldCat: E39PBJw8XrkBWXmCMT7fy3PvpP